# Été japonais : Double suicide contraint
Pour plus de détails, voir Fiche technique et Distribution.
Été japonais : Double suicide contraint (無理心中日本の夏, Muri shinjū : Nihon no natsu) est un film japonais réalisé par Nagisa Ōshima, sorti en 1967.

## Synopsis
Au cours d’une nuit, une jeune femme obsédée par le sexe, un homme suicidaire et un gangster en herbe fou d’armes sont faits prisonniers d’un gang, qui attend de se battre avec un gang rival à l’aube...

## Fiche technique
- Titre : Été japonais : Double suicide contraint
- Titre original : 無理心中日本の夏 (Muri shinjū : Nihon no natsu?)
- Réalisation : Nagisa Ōshima
- Scénario : Mamoru Sasaki (ja), Tsutomu Tamura (ja) et Nagisa Ōshima
- Photographie : Yasuhiro Yoshioka (ja)
- Décors : Shigemasa Toda
- Montage : Keiichi Uraoka (ja)
- Musique : Hikaru Hayashi
- Société de production : Sozosha
- Pays de production :  Japon
- Langue originale : japonais
- Format : noir et blanc - 2,35:1 - son mono - 35 mm
- Genre : film dramatique
- Durée : 98 minutes[1]
- Dates de sortie :
  - Japon : 2 septembre 1967[1]

## Distribution
- Keiko Sakurai (ja) : Nejiko
- Kei Satō : l'homme
- Rokkō Toura
- Shunsuke Mizoguchi (ja)
- Taiji Tonoyama
- Masakazu Tamura
- Hōsei Komatsu (ja)
- Hideo Kanze
- Yoshiyuki Fukuda (en)